# كاني غارسيا
Categoría:Mujeres
إنكارنيتا غارسيا دي خيسوس ( ولدت في توا باخا ، 25 سبتمبر 1982 ) ، المعروفة باسم كاني غارسيا (بالإسبانية: Kany García) ، هي مغنية و كاتبة أغاني من بورتوريكو . ظهرت لأول مرة على شاشة التلفزيون في عام 2004 كمتسابقة في برنامج الواقع Objective Fame. لقد فازت خمس مرات بجائزة غرامي اللاتينية . في 16 فبراير 2018 ، قدمت كاني أول أغنية فردية "Forever" من ألبومها الخامس بعنوان Soy yo ، والذي تم إصداره في 18 مايو 2018.